# Stamps
Stamps é uma cidade localizada no estado americano de Arkansas, no Condado de Lafayette.

## Demografia
Segundo o censo americano de 2000, a sua população era de 2131 habitantes.
Em 2006, foi estimada uma população de 1949, um decréscimo de 182 (-8.5%).

## Geografia
De acordo com o United States Census Bureau, a localidade tem uma área de 8,2 km², dos quais 8,0 km² cobertos por terra e 0,2 km² cobertos por água.

## Localidades na vizinhança
O diagrama seguinte representa as localidades num raio de 24 km ao redor de Stamps.